# Garay Attila
Garay Attila (névváltozat: Garai; Orosháza, 1931. november 26. – 2013. április 25.) magyar dzsesszzongorista, zeneszerző, énekes, zenepedagógus.
Az ötvenes években szokás volt, hogy ötven fillér felárat kérve a jegyért, a híradó és a nagyfilm között néhány akrobata jelent meg és bűvészszámot mutattak be. Ezt egy dobos és egy zongorista kísérte. Ez utóbbi én voltam.

## Élete
A 20. század második felének egyik legendás zenésze volt. Szólistaként, zenekarvezetőként egyaránt nagy sikerrel játszott. Triókat és kvartetteket vezetett. 
1956-ban a zenész szakszervezet forradalmi bizottságának a tagja volt. Ezután egy zenészkollegája ajánlatára Törökországba ment egy zenekarral, és Ankarában a legfelkapottabb éjszakai mulatóban dolgozott. Játszott a kor szinte minden kiemelkedő muzsikusával, például a később világhírűvé lett Szabó Gábor gitárossal a Marika étterem kerthelyiségében. A hetvenes évek második felében sokat játszott a vendéglátóiparban; klubokban lépett fel, gyakran kísérte Kósa Zsuzsát.
Különböző fesztiválokon vett részt, többek között a varsói Jazz Jamboree-n (1962), a svéd (1963), a prágai (1964), a bledi és a nürnbergi (1966) fesztiválokon. 1962-ben elnyerte a Karlovy Vary-i Jazzfesztivál fődíját. Első bakelitlemezét 1962. május 30-án Prágában a Supraphon lemezgyár adta ki, az egyik oldalán saját triójával, amelyben Scholz Péter nagybőgőzött és Szúdy János dobolt. A másik oldalon pedig két igen ismert cseh muzsikus volt a közreműködő, a Karel Vlach zenekar ritmusszekciójának jeles tagjai: Jan Arnet nagybőgős és Vladimir Zizka dobos.
Élete utolsó éveiben a Liszt Ferenc Zeneművészeti Egyetemen docensi beosztásban éneket tanított fiataloknak.